# Hamid Karzai
Abd El Hamid Karzai (حامد کرزى en persa; Kandahar, 24 de diciembre de 1957) es un político afgano. Fue el presidente de Afganistán desde el 22 de diciembre de 2001, elegido democráticamente el 7 de diciembre de 2004 y reelegido en agosto de 2009.

## Biografía

### Orígenes y carrera
Musulmán perteneciente a una familia de etnia pastún de gran influencia. Durante la guerra de Afganistán (1978-1992) estuvo a cargo de la oficina de Sibghatullah Mojaddedi, el líder de uno de los grupos muyahidines que lucharon contra el gobierno comunista y que tenía lazos con la CIA. Participó en el gobierno muyahidin desde 1992 a 1996. Con la llegada del régimen talibán, se exilió a París. Trabajó para la compañía petrolera Unocal Corporation.

### Presidencia interina
Karzai fue designado como presidente de la Administración Transitoria el 22 de diciembre de 2001 tras el Acuerdo de Bonn del 5 de diciembre después de la invasión de Estados Unidos del país y el consiguiente derrocamiento del régimen fundamentalista de los talibanes. Fue nombrado presidente interino de la administración afgana de transición, por la Loya yirga del 19 de junio de 2002.

## Presidencia constitucional

### Primer mandato
El 2 de noviembre de 2004 se celebraron elecciones presidenciales, promovidas por Estados Unidos. Karzai fue proclamado vencedor con un 55,4% de los votos dentro de un gobierno de coalición.
Siendo el máximo representante del poder central, en la práctica su autoridad solo era efectiva en la capital, Kabul, y ciertas áreas controladas por las fuerzas internacionales. La escasa capacidad del ejército afgano y el dominio en la mayor parte del país de los diferentes "señores de la guerra" hicieron difícil ejercer una autoridad efectiva en todo el territorio afgano.
Su gobierno se caracterizó por permitir total libertad de acción de las tropas estadounidense afincadas en el país, en un clima político y social caótico causado por la insurgencia fundamentalista. Karzai trabajó por lograr una integración de las diferentes tribus y grupos armados en la estructura estatal y en la celebración de las elecciones legislativas del 18 de septiembre de 2005.
Por otra parte, las acusaciones de tráfico de drogas y armas de su hermano Ahmed Wali Karzai perjudicaron la imagen de Hamid.
En 2007, con la ampliación al este y sur de Afganistán de las operaciones de la OTAN y una mayor ofensiva talibán, el presidente Karzai realizó una oferta de paz a los talibanes apoyado por los Estados Unidos y la ONU. Los rebeldes rechazaron la propuesta mientras las tropas de la OTAN siguieran en el país.

### Segundo mandato
En agosto de 2009, se presentó a las elecciones para revalidar su mandato cinco años más. En la primera vuelta celebrada el día 20, fue el candidato con mejor resultado con un 49,67% de los votos, al borde de la mayoría absoluta pero requiriendo una segunda vuelta. Su rival más directo y contra quien debería haberse disputado la presidencia en noviembre, Abdullah Abdullah, obtuvo el 30,5 de los votos, pero denunció continuas irregularidades en el proceso electoral. 
El 2 de noviembre, ante la retirada de Abdullah de la segunda vuelta, ya que pensaba que las condiciones de transparencia seguían siendo insuficientes, la Comisión Electoral declaró vencedor de los comicios a Karzai, sin necesidad de una segunda ronda.
En abril de 2013, reconoció haber recibido “pequeñas cantidades” de dinero en efectivo, con carácter mensual y durante una década, de Estados Unidos para “distintos propósitos”.
Dejó su puesto como presidente el 29 de septiembre de 2014, tras las elecciones del 5 de abril de 2014, ya que la Constitución de Afganistán no permitía un tercer mandato. Fue sucedido por Ashraf Ghani Ahmadzai (2014-2021). 
Tras el inminente regreso de los Talibanes al gobierno luego de la finalización de la Guerra de Afganistán (2001-2021) y en particular debido a la resistencia desarrollada en la Provincia de Panshir, el expresidente instó a ambos bandos a mediar en la crisis.

## Honores
En octubre de 2014, el congreso nacional propuso nombrar al aeropuerto de Kabul con el nombre del expresidente Hamid Karzai, en reconocimiento a su servicio al país. Al siguiente día, el presidente Ashraf Ghani y su gabinete aprobaron el cambio.

| Predecesor: Burhanuddin Rabbani (Presidente del Estado Islámico de Afganistán) | Presidente de la República Islámica de Afganistán (2001-2002, Presidente de la Administración Transitoria) (2002-2004, Presidente Interino de la Administración de Transición) 2001-2014 | Sucesor: Ashraf Ghani Ahmadzai |